# Moseriana longipilosa
Moseriana longipilosa är en skalbaggsart som beskrevs av Ma 1990. Moseriana longipilosa ingår i släktet Moseriana och familjen Cetoniidae. Inga underarter finns listade i Catalogue of Life.